# تایلر جردن هال
تایلر جردن هال (انگلیسی: Tyler Hall؛ زادهٔ ۲۵ مارس ۱۹۹۷) بازیکن بسکتبال اهل ایالات متحده آمریکا است.